# Interlands Schots voetbalelftal 1970-1979
Deze pagina toont een chronologisch en gedetailleerd overzicht van de interlands die het Schots voetbalelftal heeft gespeeld in de periode 1970 – 1979.

## Interlands

### 1970
|                                                                                    |               |                 |           |                                                                                |
| 18 april British Home Championship 1970 № 344 «onderlinge duels» 15:00 uur (UTC+1) | Noord-Ierland | 0 – 1           | Schotland | Windsor Park, Belfast Toeschouwers: 31.000 Scheidsrechter: Eric Jennings (ENG) |
| 18 april British Home Championship 1970 № 344 «onderlinge duels» 15:00 uur (UTC+1) |               | 58' John O'Hare |           | Windsor Park, Belfast Toeschouwers: 31.000 Scheidsrechter: Eric Jennings (ENG) |

|                                                                                    |           |       |       |                                                                             |
| 22 april British Home Championship 1970 № 345 «onderlinge duels» 20:00 uur (UTC+1) | Schotland | 0 – 0 | Wales | Hampden Park, Glasgow Toeschouwers: 30.434 Scheidsrechter: Dave Smith (ENG) |
| 22 april British Home Championship 1970 № 345 «onderlinge duels» 20:00 uur (UTC+1) |           |       |       | Hampden Park, Glasgow Toeschouwers: 30.434 Scheidsrechter: Dave Smith (ENG) |

|                                                                                    |           |       |          |                                                                                       |
| 25 april British Home Championship 1970 № 346 «onderlinge duels» 15:00 uur (UTC+1) | Schotland | 0 – 0 | Engeland | Hampden Park, Glasgow Toeschouwers: 137.438 Scheidsrechter: Gerhard Schulenburg (FRG) |
| 25 april British Home Championship 1970 № 346 «onderlinge duels» 15:00 uur (UTC+1) |           |       |          | Hampden Park, Glasgow Toeschouwers: 137.438 Scheidsrechter: Gerhard Schulenburg (FRG) |

|                                                                             |                 |       |            |                                                                                 |
| 11 november EK 1972 kwalificatie № 347 «onderlinge duels» 20:00 uur (UTC+1) | Schotland       | 1 – 0 | Denemarken | Hampden Park, Glasgow Toeschouwers: 24.618 Scheidsrechter: Erich Linemayr (AUT) |
| 11 november EK 1972 kwalificatie № 347 «onderlinge duels» 20:00 uur (UTC+1) | John O'Hare 14' |       |            | Hampden Park, Glasgow Toeschouwers: 24.618 Scheidsrechter: Erich Linemayr (AUT) |

### 1971
|                                                                            |                                                                         |       |           |                                                                             |
| 3 februari EK 1972 kwalificatie № 348 «onderlinge duels» 20:00 uur (UTC+1) | België                                                                  | 3 – 0 | Schotland | Sclessin, Luik Toeschouwers: 13.931 Scheidsrechter: Antonio Sbardella (ITA) |
| 3 februari EK 1972 kwalificatie № 348 «onderlinge duels» 20:00 uur (UTC+1) | Ronnie McKinnon 34' (e.d.) Paul Van Himst 55' Paul Van Himst 83' (pen.) |       |           | Sclessin, Luik Toeschouwers: 13.931 Scheidsrechter: Antonio Sbardella (ITA) |

|                                                                          |                                    |       |           |                                                                                       |
| 21 april EK 1972 kwalificatie № 164 «onderlinge duels» 21:30 uur (UTC+1) | Portugal                           | 2 – 0 | Schotland | Estádio da Luz, Lissabon Toeschouwers: 35.463 Scheidsrechter: Michel Kitabdjian (FRA) |
| 21 april EK 1972 kwalificatie № 164 «onderlinge duels» 21:30 uur (UTC+1) | Pat Stanton 22' (e.d.) Eusébio 82' |       |           | Estádio da Luz, Lissabon Toeschouwers: 35.463 Scheidsrechter: Michel Kitabdjian (FRA) |

|                                                                                  |       |       |           |                                                                             |
| 15 mei British Home Championship 1971 № 350 «onderlinge duels» 15:00 uur (UTC+1) | Wales | 0 – 0 | Schotland | Ninian Park, Cardiff Toeschouwers: 19.068 Scheidsrechter: Jack Taylor (ENG) |
| 15 mei British Home Championship 1971 № 350 «onderlinge duels» 15:00 uur (UTC+1) |       |       |           | Ninian Park, Cardiff Toeschouwers: 19.068 Scheidsrechter: Jack Taylor (ENG) |

|                                                                                  |           |                       |               |                                                                               |
| 18 mei British Home Championship 1971 № 351 «onderlinge duels» 20:00 uur (UTC+1) | Schotland | 0 – 1                 | Noord-Ierland | Hampden Park, Glasgow Toeschouwers: 31.643 Scheidsrechter: Clive Thomas (WAL) |
| 18 mei British Home Championship 1971 № 351 «onderlinge duels» 20:00 uur (UTC+1) |           | 14' (e.d.) John Greig |               | Hampden Park, Glasgow Toeschouwers: 31.643 Scheidsrechter: Clive Thomas (WAL) |

|                                                                                  |                                                        |       |                 |                                                                                 |
| 22 mei British Home Championship 1971 № 352 «onderlinge duels» 15:00 uur (UTC+1) | Engeland                                               | 3 – 1 | Schotland       | Wembley Stadium, Londen Toeschouwers: 91.469 Scheidsrechter: Jef Dorpmans (NED) |
| 22 mei British Home Championship 1971 № 352 «onderlinge duels» 15:00 uur (UTC+1) | Martin Peters 9' Martin Chivers 30' Martin Chivers 40' |       | 11' Hugh Curran | Wembley Stadium, Londen Toeschouwers: 91.469 Scheidsrechter: Jef Dorpmans (NED) |

|                                                                        |                  |       |           |                                                                                              |
| 9 juni EK 1972 kwalificatie № 353 «onderlinge duels» 19:00 uur (UTC+1) | Denemarken       | 1 – 0 | Schotland | Københavns Idrætspark, Kopenhagen Toeschouwers: 37.682 Scheidsrechter: Wolfgang Riedel (DDR) |
| 9 juni EK 1972 kwalificatie № 353 «onderlinge duels» 19:00 uur (UTC+1) | Finn Laudrup 43' |       |           | Københavns Idrætspark, Kopenhagen Toeschouwers: 37.682 Scheidsrechter: Wolfgang Riedel (DDR) |

|                                                                      |                           |       |           |                                                                                              |
| 14 juni Vriendschappelijk № 354 «onderlinge duels» 19:30 uur (UTC+3) | Sovjet-Unie               | 1 – 0 | Schotland | Centraal Leninstadion, Moskou Toeschouwers: 20.000 Scheidsrechter: Ferdinand Marschall (AUT) |
| 14 juni Vriendschappelijk № 354 «onderlinge duels» 19:30 uur (UTC+3) | Gennadiy Evryuzhikhin 25' |       |           | Centraal Leninstadion, Moskou Toeschouwers: 20.000 Scheidsrechter: Ferdinand Marschall (AUT) |

|                                                                            |                                    |       |                   |                                                                                    |
| 13 oktober EK 1972 kwalificatie № 355 «onderlinge duels» 20:00 uur (UTC+1) | Schotland                          | 2 – 1 | Portugal          | Hampden Park, Glasgow Toeschouwers: 58.612 Scheidsrechter: Brunon Piotrowicz (POL) |
| 13 oktober EK 1972 kwalificatie № 355 «onderlinge duels» 20:00 uur (UTC+1) | John O'Hare 23' Archie Gemmill 58' |       | 57' Rui Rodrigues | Hampden Park, Glasgow Toeschouwers: 58.612 Scheidsrechter: Brunon Piotrowicz (POL) |

|                                                                           |                |       |        |                                                                                      |
| 10 november EK 1972 kwalificatie № 356 «onderlinge duels» 19:30 uur (UTC) | Schotland      | 1 – 0 | België | Pittodrie Stadium, Aberdeen Toeschouwers: 36.500 Scheidsrechter: Einar Boström (SWE) |
| 10 november EK 1972 kwalificatie № 356 «onderlinge duels» 19:30 uur (UTC) | John O'Hare 5' |       |        | Pittodrie Stadium, Aberdeen Toeschouwers: 36.500 Scheidsrechter: Einar Boström (SWE) |

|                                                                         |                                     |       |                   |                                                                                           |
| 1 december Vriendschappelijk № 357 «onderlinge duels» 20:15 uur (UTC+1) | Nederland                           | 2 – 1 | Schotland         | Olympisch Stadion, Amsterdam Toeschouwers: 18.000 Scheidsrechter: Ferdinand Biwersi (FRG) |
| 1 december Vriendschappelijk № 357 «onderlinge duels» 20:15 uur (UTC+1) | Johan Cruijff 5' Barry Hulshoff 88' |       | 58' George Graham | Olympisch Stadion, Amsterdam Toeschouwers: 18.000 Scheidsrechter: Ferdinand Biwersi (FRG) |

### 1972
|                                                                       |                               |       |      |                                                                                |
| 26 april Vriendschappelijk № 358 «onderlinge duels» 20:00 uur (UTC+1) | Schotland                     | 2 – 0 | Peru | Hampden Park, Glasgow Toeschouwers: 21.000 Scheidsrechter: Pat Partridge (ENG) |
| 26 april Vriendschappelijk № 358 «onderlinge duels» 20:00 uur (UTC+1) | John O'Hare 47' Denis Law 65' |       |      | Hampden Park, Glasgow Toeschouwers: 21.000 Scheidsrechter: Pat Partridge (ENG) |

|                                                                                  |                                 |       |               |                                                                               |
| 20 mei British Home Championship 1972 № 359 «onderlinge duels» 15:00 uur (UTC+1) | Schotland                       | 2 – 0 | Noord-Ierland | Hampden Park, Glasgow Toeschouwers: 39.710 Scheidsrechter: Clive Thomas (WAL) |
| 20 mei British Home Championship 1972 № 359 «onderlinge duels» 15:00 uur (UTC+1) | Denis Law 86' Peter Lorimer 89' |       |               | Hampden Park, Glasgow Toeschouwers: 39.710 Scheidsrechter: Clive Thomas (WAL) |

|                                                                                  |                   |       |       |                                                                              |
| 24 mei British Home Championship 1972 № 360 «onderlinge duels» 20:00 uur (UTC+1) | Schotland         | 1 – 0 | Wales | Hampden Park, Glasgow Toeschouwers: 21.332 Scheidsrechter: Jim Lawther (NIR) |
| 24 mei British Home Championship 1972 № 360 «onderlinge duels» 20:00 uur (UTC+1) | Peter Lorimer 78' |       |       | Hampden Park, Glasgow Toeschouwers: 21.332 Scheidsrechter: Jim Lawther (NIR) |

|                                                                                  |           |               |          |                                                                                  |
| 27 mei British Home Championship 1972 № 361 «onderlinge duels» 15:00 uur (UTC+1) | Schotland | 0 – 1         | Engeland | Hampden Park, Glasgow Toeschouwers: 119.325 Scheidsrechter: Sergio Gonella (ITA) |
| 27 mei British Home Championship 1972 № 361 «onderlinge duels» 15:00 uur (UTC+1) |           | 28' Alan Ball |          | Hampden Park, Glasgow Toeschouwers: 119.325 Scheidsrechter: Sergio Gonella (ITA) |

| Braziliaanse Onafhankelijkheidsbeker |
| ------------------------------------ |

|                                                                                              |                               |       |                                     |                                                                                   |
| 29 juni Taça Independência Groep A (tweede ronde) № 362 «onderlinge duels» 21:00 uur (UTC−3) | Schotland                     | 2 – 2 | Joegoslavië                         | Mineirão, Belo Horizonte Toeschouwers: 3.492 Scheidsrechter: Ángel Coerezza (ARG) |
| 29 juni Taça Independência Groep A (tweede ronde) № 362 «onderlinge duels» 21:00 uur (UTC−3) | Lou Macari 40' Lou Macari 67' |       | 60' Dušan Bajević 86' Jure Jerković | Mineirão, Belo Horizonte Toeschouwers: 3.492 Scheidsrechter: Ángel Coerezza (ARG) |

|                                                                                             |                   |       |           |                                                                                           |
| 2 juli Taça Independência Groep A (tweede ronde) № 363 «onderlinge duels» 15:30 uur (UTC−3) | Tsjecho-Slowakije | 0 – 0 | Schotland | Estádio Beira-Rio, Porto Alegre Toeschouwers: 2.000 Scheidsrechter: Armando Marques (BRA) |
| 2 juli Taça Independência Groep A (tweede ronde) № 363 «onderlinge duels» 15:30 uur (UTC−3) |                   |       |           | Estádio Beira-Rio, Porto Alegre Toeschouwers: 2.000 Scheidsrechter: Armando Marques (BRA) |

|                                                                                             |               |       |           |                                                                                  |
| 5 juli Taça Independência Groep A (tweede ronde) № 364 «onderlinge duels» 21:00 uur (UTC−1) | Brazilië      | 1 – 0 | Schotland | Maracanã, Rio de Janero Toeschouwers: 80.159 Scheidsrechter: Abraham Klein (ISR) |
| 5 juli Taça Independência Groep A (tweede ronde) № 364 «onderlinge duels» 21:00 uur (UTC−1) | Jairzinho 82' |       |           | Maracanã, Rio de Janero Toeschouwers: 80.159 Scheidsrechter: Abraham Klein (ISR) |

|  |  |  |  |  |  |  |  |  |

|                                                                            |                  |       |                                                                |                                                                                              |
| 18 oktober WK 1974 kwalificatie № 366 «onderlinge duels» 19:00 uur (UTC+1) | Denemarken       | 1 – 4 | Schotland                                                      | Københavns Idrætspark, Kopenhagen Toeschouwers: 31.200 Scheidsrechter: Tofik Bakhramov (URS) |
| 18 oktober WK 1974 kwalificatie № 366 «onderlinge duels» 19:00 uur (UTC+1) | Finn Laudrup 28' |       | 17' Lou Macari 19' Jimmy Bone 80' Joe Harper 83' Willie Morgan | Københavns Idrætspark, Kopenhagen Toeschouwers: 31.200 Scheidsrechter: Tofik Bakhramov (URS) |

|                                                                           |                                     |       |            |                                                                                 |
| 15 november WK 1974 kwalificatie № 366 «onderlinge duels» 20:00 uur (UTC) | Schotland                           | 2 – 0 | Denemarken | Hampden Park, Glasgow Toeschouwers: 47.109 Scheidsrechter: Charles Corver (NED) |
| 15 november WK 1974 kwalificatie № 366 «onderlinge duels» 20:00 uur (UTC) | Kenny Dalglish 2' Peter Lorimer 47' |       |            | Hampden Park, Glasgow Toeschouwers: 47.109 Scheidsrechter: Charles Corver (NED) |

### 1973
| |           |                                                                                               |          |                                                                               |
| 14 februari Vriendschappelijk SFA 100-jarige jubileumwedstrijd № 367 «onderlinge duels» 20:00 uur (UTC) | Schotland | 0 – 5                                                                                         | Engeland | Hampden Park, Glasgow Toeschouwers: 48.470 Scheidsrechter: Robert Wurtz (FRA) |
| 14 februari Vriendschappelijk SFA 100-jarige jubileumwedstrijd № 367 «onderlinge duels» 20:00 uur (UTC) |           | 6' (e.d.) Peter Lorimer 12' Allan Clarke 15' Mick Channon 76' Martin Chivers 85' Allan Clarke |          | Hampden Park, Glasgow Toeschouwers: 48.470 Scheidsrechter: Robert Wurtz (FRA) |

|                                                                                  |       |                                     |           |                                                                                |
| 12 mei British Home Championship 1973 № 368 «onderlinge duels» 15:00 uur (UTC+1) | Wales | 0 – 2                               | Schotland | The Racecourse, Wrexham Toeschouwers: 18.682 Scheidsrechter: Jim Lawther (NIR) |
| 12 mei British Home Championship 1973 № 368 «onderlinge duels» 15:00 uur (UTC+1) |       | 60' George Graham 70' George Graham |           | The Racecourse, Wrexham Toeschouwers: 18.682 Scheidsrechter: Jim Lawther (NIR) |

|                                                                                  |                    |       |                                       |                                                                            |
| 16 mei British Home Championship 1973 № 369 «onderlinge duels» 20:00 uur (UTC+1) | Schotland          | 1 – 2 | Noord-Ierland                         | Hampden Park, Glasgow Toeschouwers: 39.018 Scheidsrechter: Ken Burns (ENG) |
| 16 mei British Home Championship 1973 № 369 «onderlinge duels» 20:00 uur (UTC+1) | Kenny Dalglish 89' |       | 3' Martin O'Neill 16' Trevor Anderson | Hampden Park, Glasgow Toeschouwers: 39.018 Scheidsrechter: Ken Burns (ENG) |

|                                                                                  |                   |       |           |                                                                                     |
| 19 mei British Home Championship 1973 № 370 «onderlinge duels» 15:00 uur (UTC+1) | Engeland          | 1 – 0 | Schotland | Wembley Stadium, Londen Toeschouwers: 95.950 Scheidsrechter: Kurt Tschenscher (FRG) |
| 19 mei British Home Championship 1973 № 370 «onderlinge duels» 15:00 uur (UTC+1) | Martin Peters 54' |       |           | Wembley Stadium, Londen Toeschouwers: 95.950 Scheidsrechter: Kurt Tschenscher (FRG) |

|                                                                      |                      |       |           |                                                                            |
| 22 juni Vriendschappelijk № 371 «onderlinge duels» 20:00 uur (UTC+1) | Zwitserland          | 1 – 0 | Schotland | Wankdorf, Bern Toeschouwers: 10.000 Scheidsrechter: Achille Verbecke (FRA) |
| 22 juni Vriendschappelijk № 371 «onderlinge duels» 20:00 uur (UTC+1) | Walter Mundschin 62' |       |           | Wankdorf, Bern Toeschouwers: 10.000 Scheidsrechter: Achille Verbecke (FRA) |

| |           |                            |          |                                                                            |
| 30 juni Vriendschappelijk SFA 100-jarige jubileumwedstrijd № 372 «onderlinge duels» 15:00 uur (UTC+1) | Schotland | 0 – 1                      | Brazilië | Hampden Park, Glasgow Toeschouwers: 78.181 Scheidsrechter: Ken Burns (ENG) |
| 30 juni Vriendschappelijk SFA 100-jarige jubileumwedstrijd № 372 «onderlinge duels» 15:00 uur (UTC+1) |           | 33' (e.d.) Derek Johnstone |          | Hampden Park, Glasgow Toeschouwers: 78.181 Scheidsrechter: Ken Burns (ENG) |

|                                                                              |                               |       |                   |                                                                              |
| 26 september WK 1974 kwalificatie № 373 «onderlinge duels» 20:00 uur (UTC+1) | Schotland                     | 2 – 1 | Tsjecho-Slowakije | Hampden Park, Glasgow Toeschouwers: 95.786 Scheidsrechter: Henry Øberg (NOR) |
| 26 september WK 1974 kwalificatie № 373 «onderlinge duels» 20:00 uur (UTC+1) | Jim Holton 41' Joe Jordan 75' |       | 33' Zdeněk Nehoda | Hampden Park, Glasgow Toeschouwers: 95.786 Scheidsrechter: Henry Øberg (NOR) |

|                                                                            |                          |       |           |                                                                                       |
| 17 oktober WK 1974 kwalificatie № 374 «onderlinge duels» 17:30 uur (UTC+1) | Tsjecho-Slowakije        | 1 – 0 | Schotland | Tehelné pole, Bratislava Toeschouwers: 13.668 Scheidsrechter: Ferdinand Biwersi (FRG) |
| 17 oktober WK 1974 kwalificatie № 374 «onderlinge duels» 17:30 uur (UTC+1) | Zdeněk Nehoda 17' (pen.) |       |           | Tehelné pole, Bratislava Toeschouwers: 13.668 Scheidsrechter: Ferdinand Biwersi (FRG) |

| |               |       |                |                                                                              |
| 14 november Vriendschappelijk SFA 100-jarige jubileumwedstrijd № 375 «onderlinge duels» 20:00 uur (UTC) | Schotland     | 1 – 1 | West-Duitsland | Hampden Park, Glasgow Toeschouwers: 58.235 Scheidsrechter: Jack Taylor (ENG) |
| 14 november Vriendschappelijk SFA 100-jarige jubileumwedstrijd № 375 «onderlinge duels» 20:00 uur (UTC) | Jim Holton 5' |       | 81' Uli Hoeneß | Hampden Park, Glasgow Toeschouwers: 58.235 Scheidsrechter: Jack Taylor (ENG) |

### 1974
|                                                                       |                                               |       |                    |                                                                                         |
| 27 maart Vriendschappelijk № 376 «onderlinge duels» 19:30 uur (UTC+1) | West-Duitsland                                | 2 – 1 | Schotland          | Waldstadion, Frankfurt am Main Toeschouwers: 61.992 Scheidsrechter: Paul Schiller (AUT) |
| 27 maart Vriendschappelijk № 376 «onderlinge duels» 19:30 uur (UTC+1) | Paul Breitner 33' (pen.) Jürgen Grabowski 35' |       | 78' Kenny Dalglish | Waldstadion, Frankfurt am Main Toeschouwers: 61.992 Scheidsrechter: Paul Schiller (AUT) |

|                                                                                  |           |                   |               |                                                                                 |
| 11 mei British Home Championship 1974 № 377 «onderlinge duels» 15:00 uur (UTC+1) | Schotland | 0 – 1             | Noord-Ierland | Hampden Park, Glasgow Toeschouwers: 53.775 Scheidsrechter: Iorwerth Jones (WAL) |
| 11 mei British Home Championship 1974 № 377 «onderlinge duels» 15:00 uur (UTC+1) |           | 39' Tommy Cassidy |               | Hampden Park, Glasgow Toeschouwers: 53.775 Scheidsrechter: Iorwerth Jones (WAL) |

|                                                                                  |                                             |       |       |                                                                                 |
| 14 mei British Home Championship 1974 № 378 «onderlinge duels» 20:00 uur (UTC+1) | Schotland                                   | 2 – 0 | Wales | Hampden Park, Glasgow Toeschouwers: 41.969 Scheidsrechter: Malcolm Wright (NIR) |
| 14 mei British Home Championship 1974 № 378 «onderlinge duels» 20:00 uur (UTC+1) | Kenny Dalglish 23' Sandy Jardine 44' (pen.) |       |       | Hampden Park, Glasgow Toeschouwers: 41.969 Scheidsrechter: Malcolm Wright (NIR) |

|                                                                                  |                                     |       |          |                                                                                    |
| 18 mei British Home Championship 1974 № 379 «onderlinge duels» 15:00 uur (UTC+1) | Schotland                           | 2 – 0 | Engeland | Hampden Park, Glasgow Toeschouwers: 94.487 Scheidsrechter: Leo van der Kroft (NED) |
| 18 mei British Home Championship 1974 № 379 «onderlinge duels» 15:00 uur (UTC+1) | Mike Pejic 4' Colin Todd 30' (e.d.) |       |          | Hampden Park, Glasgow Toeschouwers: 94.487 Scheidsrechter: Leo van der Kroft (NED) |

|                                                                     |                                        |       |                          |                                                                                        |
| 1 juni Vriendschappelijk № 380 «onderlinge duels» 20:00 uur (UTC+1) | België                                 | 2 – 1 | Schotland                | Albert Dyserynckstadion, Brugge Toeschouwers: 7.769 Scheidsrechter: Klaus Ohmsen (FRG) |
| 1 juni Vriendschappelijk № 380 «onderlinge duels» 20:00 uur (UTC+1) | Roger Henrotay 22' Jimmy Johnstone 39' |       | 78' (pen.) Raoul Lambert | Albert Dyserynckstadion, Brugge Toeschouwers: 7.769 Scheidsrechter: Klaus Ohmsen (FRG) |

|                                                                     |              |       |                                   |                                                                                |
| 6 juni Vriendschappelijk № 381 «onderlinge duels» 19:00 uur (UTC+1) | Noorwegen    | 1 – 2 | Schotland                         | Ullevaalstadion, Oslo Toeschouwers: 18.432 Scheidsrechter: Arne Axelsson (SCO) |
| 6 juni Vriendschappelijk № 381 «onderlinge duels» 19:00 uur (UTC+1) | Tom Lund 19' |       | 74' Joe Jordan 86' Kenny Dalglish | Ullevaalstadion, Oslo Toeschouwers: 18.432 Scheidsrechter: Arne Axelsson (SCO) |

| Wereldkampioenschap voetbal 1974 |
| -------------------------------- |

|                                                                    |       |                                  |           |                                                                                           |
| 14 juni WK 1974 Groep 2 № 382 «onderlinge duels» 19:30 uur (UTC+1) | Zaïre | 0 – 2                            | Schotland | Westfalenstadion, Dortmund Toeschouwers: 25.800 Scheidsrechter: Gerhard Schulenburg (FRG) |
| 14 juni WK 1974 Groep 2 № 382 «onderlinge duels» 19:30 uur (UTC+1) |       | 27' Peter Lorimer 33' Joe Jordan |           | Westfalenstadion, Dortmund Toeschouwers: 25.800 Scheidsrechter: Gerhard Schulenburg (FRG) |

|                                                                    |           |       |          |                                                                                           |
| 18 juni WK 1974 Groep 2 № 383 «onderlinge duels» 19:30 uur (UTC+1) | Schotland | 0 – 0 | Brazilië | Waldstadion, Frankfurt am Main Toeschouwers: 62.000 Scheidsrechter: Arie van Gemert (NED) |
| 18 juni WK 1974 Groep 2 № 383 «onderlinge duels» 19:30 uur (UTC+1) |           |       |          | Waldstadion, Frankfurt am Main Toeschouwers: 62.000 Scheidsrechter: Arie van Gemert (NED) |

|                                                                    |                |       |                      | |
| 22 juni WK 1974 Groep 2 № 384 «onderlinge duels» 16:00 uur (UTC+1) | Schotland      | 1 – 1 | Joegoslavië          | Waldstadion, Frankfurt am Main Toeschouwers: 56.000 Scheidsrechter: Alfonso González Archundia (MEX) |
| 22 juni WK 1974 Groep 2 № 384 «onderlinge duels» 16:00 uur (UTC+1) | Joe Jordan 89' |       | 81' Stanislav Karasi | Waldstadion, Frankfurt am Main Toeschouwers: 56.000 Scheidsrechter: Alfonso González Archundia (MEX) |

|  |  |  |  |  |  |  |  |  |

|                                                                       |                                                               |       |     |                                                                              |
| 30 oktober Vriendschappelijk № 385 «onderlinge duels» 20:00 uur (UTC) | Schotland                                                     | 3 – 0 | DDR | Hampden Park, Glasgow Toeschouwers: 39.445 Scheidsrechter: Jack Taylor (ENG) |
| 30 oktober Vriendschappelijk № 385 «onderlinge duels» 20:00 uur (UTC) | Tommy Hutchison 33' (pen.) Kenny Burns 36' Kenny Dalglish 75' |       |     | Hampden Park, Glasgow Toeschouwers: 39.445 Scheidsrechter: Jack Taylor (ENG) |

|                                                                           |                   |       |                     |                                                                                 |
| 20 november EK 1976 kwalificatie № 386 «onderlinge duels» 20:00 uur (UTC) | Schotland         | 1 – 2 | Spanje              | Hampden Park, Glasgow Toeschouwers: 94.331 Scheidsrechter: Erich Linemayr (AUT) |
| 20 november EK 1976 kwalificatie № 386 «onderlinge duels» 20:00 uur (UTC) | Billy Bremner 11' |       | 36' Quini 61' Quini | Hampden Park, Glasgow Toeschouwers: 94.331 Scheidsrechter: Erich Linemayr (AUT) |

### 1975
|                                                                            |            |       |               |                                                                                          |
| 5 februari EK 1976 kwalificatie № 387 «onderlinge duels» 20:30 uur (UTC+1) | Spanje     | 1 – 1 | Schotland     | Estadio Luís Casanova, Valencia Toeschouwers: 40.952 Scheidsrechter: Fred Delcourt (BEL) |
| 5 februari EK 1976 kwalificatie № 387 «onderlinge duels» 20:30 uur (UTC+1) | Megido 67' |       | 2' Joe Jordan | Estadio Luís Casanova, Valencia Toeschouwers: 40.952 Scheidsrechter: Fred Delcourt (BEL) |

|                                                                       |                    |       |                    |                                                                              |
| 16 april Vriendschappelijk № 388 «onderlinge duels» 18:30 uur (UTC+1) | Zweden             | 1 – 1 | Schotland          | Ullevi, Göteborg Toeschouwers: 15.574 Scheidsrechter: Svein Inge Thime (NOR) |
| 16 april Vriendschappelijk № 388 «onderlinge duels» 18:30 uur (UTC+1) | Thomas Sjöberg 44' |       | 87' Ted MacDougall | Ullevi, Göteborg Toeschouwers: 15.574 Scheidsrechter: Svein Inge Thime (NOR) |

|                                                                     |                          |       |          |                                                                                 |
| 13 mei Vriendschappelijk № 389 «onderlinge duels» 20:00 uur (UTC+1) | Schotland                | 1 – 0 | Portugal | Hampden Park, Glasgow Toeschouwers: 34.307 Scheidsrechter: Bob Matthewson (ENG) |
| 13 mei Vriendschappelijk № 389 «onderlinge duels» 20:00 uur (UTC+1) | Artur Correia 43' (e.d.) |       |          | Hampden Park, Glasgow Toeschouwers: 34.307 Scheidsrechter: Bob Matthewson (ENG) |

|                                                                                  |                                  |       |                                   |                                                                                |
| 17 mei British Home Championship 1975 № 390 «onderlinge duels» 15:00 uur (UTC+1) | Wales                            | 2 – 2 | Schotland                         | Ninian Park, Cardiff Toeschouwers: 23.509 Scheidsrechter: Malcolm Wright (NIR) |
| 17 mei British Home Championship 1975 № 390 «onderlinge duels» 15:00 uur (UTC+1) | John Toshack 28' Brian Flynn 36' |       | 52' Colin Jackson 61' Bruce Rioch | Ninian Park, Cardiff Toeschouwers: 23.509 Scheidsrechter: Malcolm Wright (NIR) |

|                                                                                  |                                                         |       |               |                                                                                |
| 20 mei British Home Championship 1975 № 391 «onderlinge duels» 20:00 uur (UTC+1) | Schotland                                               | 3 – 0 | Noord-Ierland | Hampden Park, Glasgow Toeschouwers: 64.696 Scheidsrechter: Pat Partridge (ENG) |
| 20 mei British Home Championship 1975 № 391 «onderlinge duels» 20:00 uur (UTC+1) | Ted MacDougall 15' Ted MacDougall 21' Derek Parlane 80' |       |               | Hampden Park, Glasgow Toeschouwers: 64.696 Scheidsrechter: Pat Partridge (ENG) |

|                                                                                  |                                                                                      |       |                        |                                                                                  |
| 24 mei British Home Championship 1975 № 392 «onderlinge duels» 15:00 uur (UTC+1) | Engeland                                                                             | 5 – 1 | Schotland              | Wembley Stadium, Londen Toeschouwers: 98.241 Scheidsrechter: Rudi Glöckner (DDR) |
| 24 mei British Home Championship 1975 № 392 «onderlinge duels» 15:00 uur (UTC+1) | Gerry Francis 6' Kevin Beattie 7' Colin Bell 40' Gerry Francis 64' David Johnson 73' |       | 42' (pen.) Bruce Rioch | Wembley Stadium, Londen Toeschouwers: 98.241 Scheidsrechter: Rudi Glöckner (DDR) |

|                                                                        |                    |       |                    |                                                                                          |
| 1 juni EK 1976 kwalificatie № 393 «onderlinge duels» 17:30 uur (UTC+2) | Roemenië           | 1 – 1 | Schotland          | Stadionul 23 August, Boekarest Toeschouwers: 52.203 Scheidsrechter: Ertuğrul Dilek (TUR) |
| 1 juni EK 1976 kwalificatie № 393 «onderlinge duels» 17:30 uur (UTC+2) | Dudu Georgescu 21' |       | 89' Gordon McQueen | Stadionul 23 August, Boekarest Toeschouwers: 52.203 Scheidsrechter: Ertuğrul Dilek (TUR) |

|                                                                             |            |                |           |                                                                                            |
| 3 september EK 1976 kwalificatie № 394 «onderlinge duels» 19:00 uur (UTC+1) | Denemarken | 0 – 1          | Schotland | Københavns Idrætspark, Kopenhagen Toeschouwers: 40.300 Scheidsrechter: Robert Schaut (BEL) |
| 3 september EK 1976 kwalificatie № 394 «onderlinge duels» 19:00 uur (UTC+1) |            | 51' Joe Harper |           | Københavns Idrætspark, Kopenhagen Toeschouwers: 40.300 Scheidsrechter: Robert Schaut (BEL) |

|                                                                          |                                                       |       |                  |                                                                             |
| 29 oktober EK 1976 kwalificatie № 395 «onderlinge duels» 20:00 uur (UTC) | Schotland                                             | 3 – 1 | Denemarken       | Hampden Park, Glasgow Toeschouwers: 48.021 Scheidsrechter: Rolf Nyhus (NOR) |
| 29 oktober EK 1976 kwalificatie № 395 «onderlinge duels» 20:00 uur (UTC) | Kenny Dalglish 48' Bruce Rioch 54' Ted MacDougall 61' |       | 20' Lars Bastrup | Hampden Park, Glasgow Toeschouwers: 48.021 Scheidsrechter: Rolf Nyhus (NOR) |

|                                                                           |                 |       |                   |                                                                               |
| 17 december EK 1976 kwalificatie № 396 «onderlinge duels» 20:00 uur (UTC) | Schotland       | 1 – 1 | Roemenië          | Hampden Park, Glasgow Toeschouwers: 11.375 Scheidsrechter: Adolf Prokop (DDR) |
| 17 december EK 1976 kwalificatie № 396 «onderlinge duels» 20:00 uur (UTC) | Bruce Rioch 39' |       | 74' Zoltan Crişan | Hampden Park, Glasgow Toeschouwers: 11.375 Scheidsrechter: Adolf Prokop (DDR) |

### 1976
|                                                                      |                     |       |             |                                                                                |
| 7 april Vriendschappelijk № 397 «onderlinge duels» 20:00 uur (UTC+1) | Schotland           | 1 – 0 | Zwitserland | Hampden Park, Glasgow Toeschouwers: 15.531 Scheidsrechter: Pat Partridge (ENG) |
| 7 april Vriendschappelijk № 397 «onderlinge duels» 20:00 uur (UTC+1) | Willie Pettigrew 2' |       |             | Hampden Park, Glasgow Toeschouwers: 15.531 Scheidsrechter: Pat Partridge (ENG) |

|                                                                                 |                                                     |       |                            |                                                                                 |
| 6 mei British Home Championship 1976 № 398 «onderlinge duels» 19:30 uur (UTC+1) | Schotland                                           | 3 – 1 | Wales                      | Hampden Park, Glasgow Toeschouwers: 25.466 Scheidsrechter: Malcolm Wright (NIR) |
| 6 mei British Home Championship 1976 № 398 «onderlinge duels» 19:30 uur (UTC+1) | Willie Pettigrew 39' Bruce Rioch 44' Eddie Gray 69' |       | 61' (pen.) Arfon Griffiths | Hampden Park, Glasgow Toeschouwers: 25.466 Scheidsrechter: Malcolm Wright (NIR) |

|                                                                                 |                                                      |       |               |                                                                               |
| 8 mei British Home Championship 1976 № 399 «onderlinge duels» 15:00 uur (UTC+1) | Schotland                                            | 3 – 0 | Noord-Ierland | Hampden Park, Glasgow Toeschouwers: 49.897 Scheidsrechter: Tom Reynolds (WAL) |
| 8 mei British Home Championship 1976 № 399 «onderlinge duels» 15:00 uur (UTC+1) | Archie Gemmill 23' Don Masson 47' Kenny Dalglish 52' |       |               | Hampden Park, Glasgow Toeschouwers: 49.897 Scheidsrechter: Tom Reynolds (WAL) |

|                                                                                  |                                   |       |                  |                                                                                 |
| 15 mei British Home Championship 1976 № 400 «onderlinge duels» 15:00 uur (UTC+1) | Schotland                         | 2 – 1 | Engeland         | Hampden Park, Glasgow Toeschouwers: 85.167 Scheidsrechter: Károly Palotai (HUN) |
| 15 mei British Home Championship 1976 № 400 «onderlinge duels» 15:00 uur (UTC+1) | Don Masson 17' Kenny Dalglish 49' |       | 11' Mick Channon | Hampden Park, Glasgow Toeschouwers: 85.167 Scheidsrechter: Károly Palotai (HUN) |

|                                                                      | |       |         |                                                                             |
| 8 september Vriendschappelijk № 401 «onderlinge duels» 20:00 (UTC+1) | Schotland                                                                                              | 6 – 0 | Finland | Hampden Park, Glasgow Toeschouwers: 11.737 Scheidsrechter: Gordon Kew (ENG) |
| 8 september Vriendschappelijk № 401 «onderlinge duels» 20:00 (UTC+1) | Bruce Rioch 7' Donald Masson 16' (pen.) Kenny Dalglish 23' Eddie Gray 44' Andy Gray 68' Eddie Gray 80' |       |         | Hampden Park, Glasgow Toeschouwers: 11.737 Scheidsrechter: Gordon Kew (ENG) |

|                                                                            |                                         |       |           |                                                                                       |
| 13 oktober WK 1978 kwalificatie № 402 «onderlinge duels» 17:00 uur (UTC+1) | Tsjecho-Slowakije                       | 2 – 0 | Schotland | Letenský Stadion, Praag Toeschouwers: 38.000 Scheidsrechter: Alberto Michelotti (ITA) |
| 13 oktober WK 1978 kwalificatie № 402 «onderlinge duels» 17:00 uur (UTC+1) | Antonín Panenka 48' Ladislav Petráš 50' |       |           | Letenský Stadion, Praag Toeschouwers: 38.000 Scheidsrechter: Alberto Michelotti (ITA) |

|                                                                           |                      |       |       |                                                                                    |
| 17 november WK 1978 kwalificatie № 403 «onderlinge duels» 20:00 uur (UTC) | Schotland            | 1 – 0 | Wales | Hampden Park, Glasgow Toeschouwers: 63.233 Scheidsrechter: Ferdinand Biwersi (FRG) |
| 17 november WK 1978 kwalificatie № 403 «onderlinge duels» 20:00 uur (UTC) | Ian Evans 15' (e.d.) |       |       | Hampden Park, Glasgow Toeschouwers: 63.233 Scheidsrechter: Ferdinand Biwersi (FRG) |

### 1977
|                                                                       |                                                   |       |                 |                                                                              |
| 27 april Vriendschappelijk № 404 «onderlinge duels» 20:00 uur (UTC+1) | Schotland                                         | 3 – 1 | Zweden          | Hampden Park, Glasgow Toeschouwers: 22.659 Scheidsrechter: Jack Taylor (ENG) |
| 27 april Vriendschappelijk № 404 «onderlinge duels» 20:00 uur (UTC+1) | Asa Hartford 30' Kenny Dalglish 55' Joe Craig 79' |       | 50' Benny Wendt | Hampden Park, Glasgow Toeschouwers: 22.659 Scheidsrechter: Jack Taylor (ENG) |

|                                                                                  |       |       |           |                                                                                    |
| 28 mei British Home Championship 1977 № 405 «onderlinge duels» 15:00 uur (UTC+1) | Wales | 0 – 0 | Schotland | The Racecourse, Wrexham Toeschouwers: 14.469 Scheidsrechter: Malcolm Moffatt (NIR) |
| 28 mei British Home Championship 1977 № 405 «onderlinge duels» 15:00 uur (UTC+1) |       |       |           | The Racecourse, Wrexham Toeschouwers: 14.469 Scheidsrechter: Malcolm Moffatt (NIR) |

|                                                                                  |                                                          |       |               |                                                                           |
| 1 juni British Home Championship 1977 № 406 «onderlinge duels» 20:00 uur (UTC+1) | Schotland                                                | 3 – 0 | Noord-Ierland | Hampden Park, Glasgow Toeschouwers: 44.699 Scheidsrechter: John Gow (WAL) |
| 1 juni British Home Championship 1977 № 406 «onderlinge duels» 20:00 uur (UTC+1) | Kenny Dalglish 37' Gordon McQueen 61' Kenny Dalglish 79' |       |               | Hampden Park, Glasgow Toeschouwers: 44.699 Scheidsrechter: John Gow (WAL) |

|                                                                                  |                         |       |                                       |                                                                                   |
| 4 juni British Home Championship 1977 № 407 «onderlinge duels» 15:00 uur (UTC+1) | Engeland                | 1 – 2 | Schotland                             | Wembley Stadium, Londen Toeschouwers: 98.103 Scheidsrechter: Károly Palotai (HUN) |
| 4 juni British Home Championship 1977 № 407 «onderlinge duels» 15:00 uur (UTC+1) | Mick Channon 87' (pen.) |       | 42' Gordon McQueen 60' Kenny Dalglish | Wembley Stadium, Londen Toeschouwers: 98.103 Scheidsrechter: Károly Palotai (HUN) |

|                                                    |                |       |                                                                   |                                                                                     |
| 15 juni Vriendschappelijk № 408 «onderlinge duels» | Chili          | 2 – 4 | Schotland                                                         | Estadio Nacional, Santiago Toeschouwers: 17.625 Scheidsrechter: Juan Silvagno (CHI) |
| 15 juni Vriendschappelijk № 408 «onderlinge duels» | Julio Crisosto |       | 19' Kenny Dalglish 30' Lou Macari 37' Asa Hartford 57' Lou Macari | Estadio Nacional, Santiago Toeschouwers: 17.625 Scheidsrechter: Juan Silvagno (CHI) |

|                                                                      |                         |       |                       |                                                                                      |
| 18 juni Vriendschappelijk № 409 «onderlinge duels» 15:00 uur (UTC−3) | Argentinië              | 1 – 1 | Schotland             | La Bombonera, Buenos Aires Toeschouwers: 57.000 Scheidsrechter: Romualdo Filho (BRA) |
| 18 juni Vriendschappelijk № 409 «onderlinge duels» 15:00 uur (UTC−3) | Daniel Passarella pen.' |       | 77' (pen.) Don Masson | La Bombonera, Buenos Aires Toeschouwers: 57.000 Scheidsrechter: Romualdo Filho (BRA) |

|                                                                      |                     |       |           |                                                                                   |
| 23 juni Vriendschappelijk № 410 «onderlinge duels» 21:00 uur (UTC−3) | Brazilië            | 2 – 0 | Schotland | Maracanã, Rio de Janero Toeschouwers: 60.763 Scheidsrechter: Oscar Scolfaro (BRA) |
| 23 juni Vriendschappelijk № 410 «onderlinge duels» 21:00 uur (UTC−3) | Zico Toninho Cerezo |       |           | Maracanã, Rio de Janero Toeschouwers: 60.763 Scheidsrechter: Oscar Scolfaro (BRA) |

|                                                                          |                    |       |           |                                                                                          |
| 7 september Vriendschappelijk № 411 «onderlinge duels» 16:30 uur (UTC+1) | DDR                | 1 – 0 | Schotland | Stadion der Weltjugend, Berlijn Toeschouwers: 50.000 Scheidsrechter: Martin Horbas (TCH) |
| 7 september Vriendschappelijk № 411 «onderlinge duels» 16:30 uur (UTC+1) | Hartmut Schade 66' |       |           | Stadion der Weltjugend, Berlijn Toeschouwers: 50.000 Scheidsrechter: Martin Horbas (TCH) |

|                                                                              |                                                    |       |                       |                                                                               |
| 21 september WK 1978 kwalificatie № 412 «onderlinge duels» 20:00 uur (UTC+1) | Schotland                                          | 3 – 1 | Tsjecho-Slowakije     | Hampden Park, Glasgow Toeschouwers: 83.675 Scheidsrechter: Francis Rion (BEL) |
| 21 september WK 1978 kwalificatie № 412 «onderlinge duels» 20:00 uur (UTC+1) | Joe Jordan 18' Asa Hartford 35' Kenny Dalglish 54' |       | 80' Miroslav Gajdůšek | Hampden Park, Glasgow Toeschouwers: 83.675 Scheidsrechter: Francis Rion (BEL) |

|                                                                            |       |                                          |           |                                                                            |
| 12 oktober WK 1978 kwalificatie № 413 «onderlinge duels» 19:30 uur (UTC+1) | Wales | 0 – 2                                    | Schotland | Anfield, Liverpool Toeschouwers: 50.850 Scheidsrechter: Robert Wurtz (FRA) |
| 12 oktober WK 1978 kwalificatie № 413 «onderlinge duels» 19:30 uur (UTC+1) |       | 78' (pen.) Don Masson 87' Kenny Dalglish |           | Anfield, Liverpool Toeschouwers: 50.850 Scheidsrechter: Robert Wurtz (FRA) |

### 1978
|                                                                        |                                           |       |                     |                                                                                |
| 22 februari Vriendschappelijk № 414 «onderlinge duels» 20:00 uur (UTC) | Schotland                                 | 2 – 1 | Bulgarije           | Hampden Park, Glasgow Toeschouwers: 57.344 Scheidsrechter: Pat Partridge (ENG) |
| 22 februari Vriendschappelijk № 414 «onderlinge duels» 20:00 uur (UTC) | Archie Gemmill 43' (pen.) Ian Wallace 84' |       | 7' Stoycho Mladenov | Hampden Park, Glasgow Toeschouwers: 57.344 Scheidsrechter: Pat Partridge (ENG) |

|                                                                                  |                     |       |                    |                                                                           |
| 13 mei British Home Championship 1978 № 415 «onderlinge duels» 15:00 uur (UTC+1) | Schotland           | 1 – 1 | Noord-Ierland      | Hampden Park, Glasgow Toeschouwers: 64.433 Scheidsrechter: John Gow (WAL) |
| 13 mei British Home Championship 1978 № 415 «onderlinge duels» 15:00 uur (UTC+1) | Derek Johnstone 36' |       | 26' Martin O'Neill | Hampden Park, Glasgow Toeschouwers: 64.433 Scheidsrechter: John Gow (WAL) |

|                                                                                  |                     |       |                            |                                                                                 |
| 17 mei British Home Championship 1978 № 416 «onderlinge duels» 20:00 uur (UTC+1) | Schotland           | 1 – 1 | Wales                      | Hampden Park, Glasgow Toeschouwers: 70.241 Scheidsrechter: Malcolm Wright (NIR) |
| 17 mei British Home Championship 1978 № 416 «onderlinge duels» 20:00 uur (UTC+1) | Derek Johnstone 10' |       | 90' (e.d.) Willie Donachie | Hampden Park, Glasgow Toeschouwers: 70.241 Scheidsrechter: Malcolm Wright (NIR) |

|                                                                                  |           |                   |          |                                                                                  |
| 20 mei British Home Championship 1978 № 417 «onderlinge duels» 15:00 uur (UTC+1) | Schotland | 0 – 1             | Engeland | Hampden Park, Glasgow Toeschouwers: 88.319 Scheidsrechter: Georges Konrath (FRA) |
| 20 mei British Home Championship 1978 № 417 «onderlinge duels» 15:00 uur (UTC+1) |           | 83' Steve Coppell |          | Hampden Park, Glasgow Toeschouwers: 88.319 Scheidsrechter: Georges Konrath (FRA) |

| Wereldkampioenschap voetbal 1978 |
| -------------------------------- |

|                                                                   |                                           |       |                |                                                                                   |
| 3 juni WK 1978 Groep 4 № 418 «onderlinge duels» 16:45 uur (UTC−3) | Peru                                      | 3 – 1 | Schotland      | Chateau Carreras, Córdoba Toeschouwers: 37.927 Scheidsrechter: Ulf Eriksson (SWE) |
| 3 juni WK 1978 Groep 4 № 418 «onderlinge duels» 16:45 uur (UTC−3) | César Cueto 43' Teófilo Cubillas 70', 76' |       | Joe Jordan 19' | Chateau Carreras, Córdoba Toeschouwers: 37.927 Scheidsrechter: Ulf Eriksson (SWE) |

|                                                                   |                                 |       |                     |                                                                                     |
| 7 juni WK 1978 Groep 4 № 419 «onderlinge duels» 16:45 uur (UTC−3) | Schotland                       | 1 – 1 | Iran                | Chateau Carreras, Córdoba Toeschouwers: 7.938 Scheidsrechter: Youssou N`Diaye (SEN) |
| 7 juni WK 1978 Groep 4 № 419 «onderlinge duels» 16:45 uur (UTC−3) | Andranik Eskandarian 43' (e.d.) |       | 60' Iraj Danaeifard | Chateau Carreras, Córdoba Toeschouwers: 7.938 Scheidsrechter: Youssou N`Diaye (SEN) |

|                                                                    |                                                                 |       |                                |                                                                                              |
| 11 juni WK 1978 Groep 4 № 420 «onderlinge duels» 16:45 uur (UTC−3) | Schotland                                                       | 3 – 2 | Nederland                      | Estadio Ciudad de Mendoza, Mendoza Toeschouwers: 35.130 Scheidsrechter: Erich Linemayr (AUT) |
| 11 juni WK 1978 Groep 4 № 420 «onderlinge duels» 16:45 uur (UTC−3) | Kenny Dalglish 44' Archie Gemmill 46' (pen.) Archie Gemmill 68' |       | Rensenbrink 34' (pen.) Rep 71' | Estadio Ciudad de Mendoza, Mendoza Toeschouwers: 35.130 Scheidsrechter: Erich Linemayr (AUT) |

|  |  |  |  |  |  |  |  |  |

|                                                                              |                                                         |       |                                  |                                                                                     |
| 20 september EK 1980 kwalificatie № 421 «onderlinge duels» 19:00 uur (UTC+1) | Oostenrijk                                              | 3 – 2 | Schotland                        | Prater-Stadion, Wenen Toeschouwers: 62.281 Scheidsrechter: Alberto Michelotti (ITA) |
| 20 september EK 1980 kwalificatie № 421 «onderlinge duels» 19:00 uur (UTC+1) | Bruno Pezzey 26' Walter Schachner 48' Wilhelm Kreuz 62' |       | 63' Gordon McQueen 77' Andy Gray | Prater-Stadion, Wenen Toeschouwers: 62.281 Scheidsrechter: Alberto Michelotti (ITA) |

|                                                                            |                                                                 |       |                                     |                                                                                   |
| 25 oktober EK 1980 kwalificatie № 422 «onderlinge duels» 20:00 uur (UTC+1) | Schotland                                                       | 3 – 2 | Noorwegen                           | Hampden Park, Glasgow Toeschouwers: 65.372 Scheidsrechter: Vojtech Christov (TCH) |
| 25 oktober EK 1980 kwalificatie № 422 «onderlinge duels» 20:00 uur (UTC+1) | Kenny Dalglish 29' Kenny Dalglish 82' Archie Gemmill 87' (pen.) |       | 3' Einar Aas 65' Arne Larsen Økland | Hampden Park, Glasgow Toeschouwers: 65.372 Scheidsrechter: Vojtech Christov (TCH) |

|                                                                           |                     |       |           |                                                                                      |
| 29 november EK 1980 kwalificatie № 423 «onderlinge duels» 21:30 uur (UTC) | Portugal            | 1 – 0 | Schotland | Estádio da Luz, Lissabon Toeschouwers: 49.153 Scheidsrechter: Ernst Dörflinger (SUI) |
| 29 november EK 1980 kwalificatie № 423 «onderlinge duels» 21:30 uur (UTC) | Alberto Fonseca 29' |       |           | Estádio da Luz, Lissabon Toeschouwers: 49.153 Scheidsrechter: Ernst Dörflinger (SUI) |

### 1979
|                                                                                  |                                                    |       |           |                                                                               |
| 19 mei British Home Championship 1979 № 424 «onderlinge duels» 15:00 uur (UTC+1) | Wales                                              | 3 – 0 | Schotland | Ninian Park, Cardiff Toeschouwers: 20.371 Scheidsrechter: Pat Partridge (ENG) |
| 19 mei British Home Championship 1979 № 424 «onderlinge duels» 15:00 uur (UTC+1) | John Toshack 28' John Toshack 35' John Toshack 75' |       |           | Ninian Park, Cardiff Toeschouwers: 20.371 Scheidsrechter: Pat Partridge (ENG) |

|                                                                                  |                   |       |               |                                                                               |
| 22 mei British Home Championship 1979 № 425 «onderlinge duels» 20:00 uur (UTC+1) | Schotland         | 1 – 0 | Noord-Ierland | Hampden Park, Glasgow Toeschouwers: 28.524 Scheidsrechter: Clive Thomas (WAL) |
| 22 mei British Home Championship 1979 № 425 «onderlinge duels» 20:00 uur (UTC+1) | Arthur Graham 76' |       |               | Hampden Park, Glasgow Toeschouwers: 28.524 Scheidsrechter: Clive Thomas (WAL) |

|                                                                                  |                                                     |       |               |                                                                                    |
| 26 mei British Home Championship 1979 № 426 «onderlinge duels» 15:00 uur (UTC+1) | Engeland                                            | 3 – 1 | Schotland     | Wembley Stadium, Londen Toeschouwers: 98.000 Scheidsrechter: António Garrido (POR) |
| 26 mei British Home Championship 1979 № 426 «onderlinge duels» 15:00 uur (UTC+1) | Peter Barnes 45' Steve Coppell 63' Kevin Keegan 70' |       | 21' John Wark | Wembley Stadium, Londen Toeschouwers: 98.000 Scheidsrechter: António Garrido (POR) |

|                                                                     |                   |       |                                                          |                                                                                |
| 2 juni Vriendschappelijk № 427 «onderlinge duels» 15:00 uur (UTC+1) | Schotland         | 1 – 3 | Argentinië                                               | Hampden Park, Glasgow Toeschouwers: 61.918 Scheidsrechter: Pat Partridge (ENG) |
| 2 juni Vriendschappelijk № 427 «onderlinge duels» 15:00 uur (UTC+1) | Arthur Graham 85' |       | 31' Leopoldo Luque 61' Leopoldo Luque 70' Diego Maradona | Hampden Park, Glasgow Toeschouwers: 61.918 Scheidsrechter: Pat Partridge (ENG) |

|                                                                        |           |                                                                         |           |                                                                             |
| 7 juni EK 1980 kwalificatie № 428 «onderlinge duels» 19:00 uur (UTC+1) | Noorwegen | 0 – 4                                                                   | Schotland | Ullevaalstadion, Oslo Toeschouwers: 17.269 Scheidsrechter: Ib Nielsen (DEN) |
| 7 juni EK 1980 kwalificatie № 428 «onderlinge duels» 19:00 uur (UTC+1) |           | 32' Joe Jordan 39' Kenny Dalglish 43' John Robertson 55' Gordon McQueen |           | Ullevaalstadion, Oslo Toeschouwers: 17.269 Scheidsrechter: Ib Nielsen (DEN) |

|                                                                           |                 |       |                   |                                                                                  |
| 12 september Vriendschappelijk № 429 «onderlinge duels» 20:00 uur (UTC+1) | Schotland       | 1 – 1 | Peru              | Hampden Park, Glasgow Toeschouwers: 41.035 Scheidsrechter: George Courtney (ENG) |
| 12 september Vriendschappelijk № 429 «onderlinge duels» 20:00 uur (UTC+1) | Asa Hartford 4' |       | 85' Germán Leguía | Hampden Park, Glasgow Toeschouwers: 41.035 Scheidsrechter: George Courtney (ENG) |

|                                                                            |                    |       |                 |                                                                                 |
| 17 oktober EK 1980 kwalificatie № 430 «onderlinge duels» 20:00 uur (UTC+1) | Schotland          | 1 – 1 | Oostenrijk      | Hampden Park, Glasgow Toeschouwers: 67.895 Scheidsrechter: Károly Palotai (HUN) |
| 17 oktober EK 1980 kwalificatie № 430 «onderlinge duels» 20:00 uur (UTC+1) | Archie Gemmill 75' |       | 40' Hans Krankl | Hampden Park, Glasgow Toeschouwers: 67.895 Scheidsrechter: Károly Palotai (HUN) |

|                                                                             |                                               |       |           |                                                                                   |
| 21 november EK 1980 kwalificatie № 431 «onderlinge duels» 20:00 uur (UTC+1) | België                                        | 2 – 0 | Schotland | Heizelstadion, Brussel Toeschouwers: 14.289 Scheidsrechter: Eldar Azim-Zade (URS) |
| 21 november EK 1980 kwalificatie № 431 «onderlinge duels» 20:00 uur (UTC+1) | François Van der Elst 6' Eddy Voordeckers 47' |       |           | Heizelstadion, Brussel Toeschouwers: 14.289 Scheidsrechter: Eldar Azim-Zade (URS) |

|                                                                           |                    |       |                                                                           |                                                                                 |
| 19 december EK 1980 kwalificatie № 432 «onderlinge duels» 20:00 uur (UTC) | Schotland          | 1 – 3 | België                                                                    | Hampden Park, Glasgow Toeschouwers: 36.804 Scheidsrechter: Heinz Aldinger (FRG) |
| 19 december EK 1980 kwalificatie № 432 «onderlinge duels» 20:00 uur (UTC) | John Robertson 55' |       | 18' Erwin Vandenbergh 23' François Van der Elst 30' François Van der Elst | Hampden Park, Glasgow Toeschouwers: 36.804 Scheidsrechter: Heinz Aldinger (FRG) |

CONMEBOL: Colombia · Ecuador

UEFA: Albanië · België · Bulgarije · Cyprus · Denemarken · West-Duitsland · Duitse Democratische Republiek · Engeland · Finland · Frankrijk · Griekenland · Hongarije · IJsland · Ierland · Italië · Joegoslavië · Luxemburg · Malta · Nederland · Noord-Ierland · Noorwegen · Oostenrijk · Polen · Portugal · Roemenië · Schotland ·  Sovjet-Unie ·  Spanje · Tsjecho-Slowakije · Turkije · Wales ·  Zweden · Zwitserland

CAF: Madagaskar AFC: Israël

SFA · A-internationals · Selecties · Bondscoaches · Statistieken · Schots vrouwenelftal · Brits olympisch elftal · Schotland U21 · Schotland U20 · Schotland U19 · Schotland U18 · Schotland U17 · Schotland U16 · Vrouwen U17
1872 – 1899 ·
1900 – 1919 ·
1920 – 1929 ·
1930 – 1939 ·
1940 – 1949 ·
1950 – 1959 ·
1960 – 1969 ·
1970 – 1979 ·
1980 – 1989 ·
1990 – 1999 ·
2000 – 2009 ·
2010 – 2019 ·
2020 − 2029
EK's: 1992 ·
1996 ·
2020 ·
2024
WK's: 1954 ·
1958 ·
1974 ·
1978 ·
1982 ·
1986 ·
1990 ·
1998
1872 ·
1873 ·
1874 ·
1875 ·
1876 ·
1877 ·
1878 ·
1878 ·
1879 ·
1880 ·
1881 ·
1882 ·
1883 ·
1884 ·
1885 ·
1886 ·
1887 ·
1888 ·
1889 ·
1890 ·
1891 ·
1892 ·
1893 ·
1894 ·
1895 ·
1896 ·
1897 ·
1898 ·
1899 ·
1900 ·
1901 ·
1902 ·
1903 ·
1904 ·
1905 ·
1906 ·
1907 ·
1908 ·
1909 ·
1910 ·
1911 ·
1912 ·
1913 ·
1914 ·
1915–1919 ·
1920 ·
1921 ·
1922 ·
1923 ·
1924 ·
1925 ·
1926 ·
1927 ·
1928 ·
1929 ·
1930 ·
1931 ·
1932 ·
1933 ·
1934 ·
1935 ·
1936 ·
1937 ·
1938 ·
1939 ·
1940–1945 ·
1946 ·
1947 ·
1948 ·
1949 ·
1950 ·
1951 ·
1952 ·
1953 ·
1954 ·
1955 ·
1956 ·
1957 ·
1958 ·
1959 ·
1960 ·
1960 ·
1961 ·
1962 ·
1963 ·
1964 ·
1965 ·
1966 ·
1967 ·
1968 ·
1969 ·
1970 ·
1971 ·
1972 ·
1973 ·
1974 ·
1975 ·
1976 ·
1977 ·
1978 ·
1979 ·
1980 ·
1981 ·
1982 ·
1983 ·
1984 ·
1985 ·
1986 ·
1987 ·
1988 ·
1989 ·
1990 ·
1991 ·
1992 ·
1993 ·
1994 ·
1995 ·
1996 ·
1997 ·
1998 ·
1999 ·
2000 ·
2001 ·
2002 ·
2003 ·
2004 ·
2005 ·
2006 ·
2007 ·
2008 ·
2009 ·
2010 ·
2011 ·
2012 ·
2013 ·
2014 · 
2015 · 
2016 · 
2017 ·
2018 ·
2019 ·
2020 ·
2021 ·
2022
Albanië ·
Argentinië · 
Armenië ·
Australië ·
België ·
Bosnië en Herzegovina ·
Brazilië ·
Bulgarije ·
Canada ·
Chili ·
Colombia ·
Congo-Kinshasa ·
Costa Rica ·
Cyprus ·
DDR ·
Denemarken ·
Duitsland ·
Ecuador ·
Egypte ·
Engeland ·
Estland ·
Faeröer ·
Finland ·
Frankrijk ·
Georgië ·
Gibraltar · 
GOS ·
Griekenland ·
Hongarije ·
Ierland ·
IJsland ·
Iran ·
Israël ·
Italië ·
Japan ·
Joegoslavië ·
Kazachstan ·
Kroatië ·
Letland ·
Liechtenstein ·
Litouwen ·
Luxemburg ·
Malta ·
Marokko ·
Mexico ·
Moldavië ·
Nederland ·
Nieuw-Zeeland ·
Nigeria · 
Noord-Ierland ·
Noord-Macedonië ·
Noorwegen ·
Oekraïne ·
Oostenrijk ·
Paraguay ·
Peru ·
Polen ·
Portugal ·
Qatar ·
Roemenië ·
Rusland ·
San Marino ·
Saoedi-Arabië ·
Servië ·
Slovenië ·
Slowakije · 
Sovjet-Unie ·
Spanje ·
Trinidad en Tobago · 
Tsjechië ·
Tsjecho-Slowakije ·
Turkije · 
Uruguay ·
Verenigde Staten ·
Wales ·
Wit-Rusland ·
Zuid-Afrika ·
Zuid-Korea ·
Zweden ·
Zwitserland
Engeland (2021) · 
Kroatië (2021) · 
Nieuw-Zeeland (1982) · 
Tsjechië (2021)